# Слідство триває
Слідство триває (азерб. Istintaq davam edir) — радянський детективно-пригодницький фільм 1966 року, про боротьбу радянських контррозвідників зі шпигунами, які полюють за радянськими секретами.

## Сюжет
Радянські чекісти перехопили повідомлення ворожої розвідки. У той же час в квартирі вченого-хіміка Сардара Азімова з інституту нафти відбулося пограбування. На перший погляд звичайний побутовий злочин виявляється таємною операцією іноземної розвідки, головною метою якої було викрадення секретних таблиць, взятих Азімовим додому. За таблицями в СРСР повинен прибути агент розвідки Хоук. Але працівники КДБ за розшифрованими радіограмами вже в курсі майбутнього візиту. Агента вирішено підмінити загримованим співробітником контррозвідки майором Мартиновим. На зустріч з ним приходить співробітниця інституту Черемісіна, саме вона резидент іноземної розвідки. Але, оскільки перехопити шифровку з паролем не вдалося, шпигунам вдається розкрити чекіста. Він дивом рятується від розправи. Черемісіна біжить у напрямку кордону, спочатку на машині, потім під водою з аквалангом, але сховатися від КДБ їй не вдається.

## У ролях
- Камал Худовердієв — полковник КДБ, Чингізов (озвучив Микола Александрович)
- Гасанага Салаєв — майор міліції Рустамов (озвучив Юрій Саранцев)
- Гасан Мамедов — Сардар Азімов (озвучив Анатолій Кузнецов)
- Лариса Халафова — Ділар (озвучила Ольга Красіна)
- Лев Бордуков — шпигун і майор КДБ, Хоук і Мартинов (озвучив Олег Мокшанцев)
- Ага Гусейн Джавадов — скупник краденого Гасан (озвучив Анатолій Кубацький)
- Фуад Поладов — син професора, фарцовщик Селім (озвучив Станіслав Коренєв)
- Людмила Шляхтуров — ресторанна співачка Тетяна Остапенко
- Анатолій Соловйов — колишній поліцай, офіціант Нікезін
- Ніна Головіна — Раїса Олександрівна Черемісіна (Устрякова)
- Михайло Сидоркін — полковник з Києва, Володимир Андрійович Яценко
- Юсиф Велієв — Худояр
- Гасан Турабов — старший лейтенант міліції Кулієв (озвучив Володимир Кенігсон)
- Сулейман Алескеров — батько Селіма
- Віктор Колпаков — резидент іноземної розвідки (озвучив Яків Бєлєнький)
- Людмила Давидова — Тетяна Остапенко
- Бахадур Алієв — офіцер КДБ Алієв
- Земфіра Цахілова — лейтенант міліції Мустафаєва
- Петро Соболевський — Джеймс
- Агахан Салманов — епізод
- Енвер Гасанов — епізод

## Знімальна група
- Режисер — Алі-Сеттар Атакішиєв
- Сценаристи — Джамшид Аміров, Михайло Маклярський
- Оператор — Алігусейн Гусейнов
- Композитор — Полад Бюль-Бюль огли
- Художники — Надір Зейналов, Ельбей Рзакулієв